# Liste der Naturdenkmäler in Frankenau
Die Liste der Naturdenkmäler in Frankenau nennt die in der Stadt Frankenau im Landkreis Waldeck-Frankenberg in Hessen gelegenen Naturdenkmäler. Sie sind nach den §§ 28, 22 des Hessischen Gesetzes über Naturschutz und Landschaftspflege sowie § 12 des Hessischen Ausführungsgesetzes zum Bundesnaturschutzgesetz geschützt.
| Bild                          | Bezeichnung                  | Ortsteil, Lage                              | Beschreibung | Art            | Nr.    |
| ----------------------------- | ---------------------------- | ------------------------------------------- | --- | -------------- | ------ |
| BW                            | Heidefläche am Hochbehälter  | Altenlotheim 51° 7′ 26,8″ N, 8° 55′ 32,7″ O | 2,08 Hektar großes Gebiet. Wacholderheide am nördlichen Ortsrand von Altenlotheim.                                                                  | Wacholderheide | 09 001 |
| BW                            | Heide- und Wacholderfläche   | Ellershausen 51° 5′ 1,5″ N, 8° 54′ 14,3″ O  | 4,88 Hektar großes Gebiet. Wacholderheide östlich von Ellershausen.                                                                                 | Wacholderheide | 09 002 |
| BW                            | Heidefläche „Mühlberg“       | Ellershausen 51° 5′ 5,2″ N, 8° 54′ 8,6″ O   | 4,68 Hektar großes Gebiet. Wacholderheide östlich von Ellershausen.                                                                                 | Wacholderheide | 09 003 |
| mehr Fotos \| Fotos hochladen | „Wichtelsteine“              | Frankenau 51° 6′ 13,9″ N, 8° 55′ 37,7″ O    | 0,18 Hektar großes Gebiet. Erdgeschichtlicher Aufschluss (Konglomerateinschaltung im Kulm) im „Lorfetal“ westlich des Ferienhausgebietes Frankenau. | Aufschluss     | 09 004 |
| BW                            | Orchideenwiese am Mittelberg | Frankenau 51° 4′ 59″ N, 8° 56′ 25,7″ O      | 1,07 Hektar großes Gebiet. Feuchtwiese ca. 500 m südlich des alten Sportplatzes.                                                                    | Feuchtwiese    | 09 005 |
| BW                            | Soolborn                     | Frankenau 51° 4′ 44,1″ N, 8° 57′ 23″ O      | 1,04 Hektar großes Gebiet. Feuchtwiesenkomplex mit eingelagerten Quellfluren südöstlich von Frankenau.                                              | Feuchtwiese    | 09 006 |
| BW                            | Aspenwiese                   | Frankenau 51° 5′ 8,9″ N, 8° 56′ 47,7″ O     | 2,14 Hektar großes Gebiet. Feuchtwiesenkomplex südöstlich von Frankenau.                                                                            | Feuchtwiese    | 09 007 |
| BW                            | Sasselbachtal                | Frankenau 51° 5′ 42,1″ N, 8° 58′ 13,3″ O    | 2,05 Hektar großes Gebiet. Bachaue mit aufgelassenen Teichen ca. 2 km östlich von Frankenau.                                                        |                | 09 008 |

## Belege
1. ↑  
Anlage 1 zur Verordnung zum Schutze der Naturdenkmäler im Landkreis Waldeck-Frankenberg. (pdf; 374 kB) Landkreis Waldeck-Frankenberg, 18. März 2013, abgerufen am 24. Januar 2016.
2. ↑  
Verordnung zum Schutze der Naturdenkmäler im Landkreis Waldeck-Frankenberg. (pdf; 1,42 MB) Landkreis Waldeck-Frankenberg, 18. März 2013, abgerufen am 24. Januar 2016.
3. ↑  Details 09 001
4. ↑  Details 09 002
5. ↑  Details 09 003
6. ↑  Details 09 004
7. ↑  Details 09 005
8. ↑  Details 09 006
9. ↑  Details 09 007
10. ↑  Details 09 008

- Karte mit allen Koordinaten:
- OSM |
- WikiMap